# Дуброво (Еловский район)

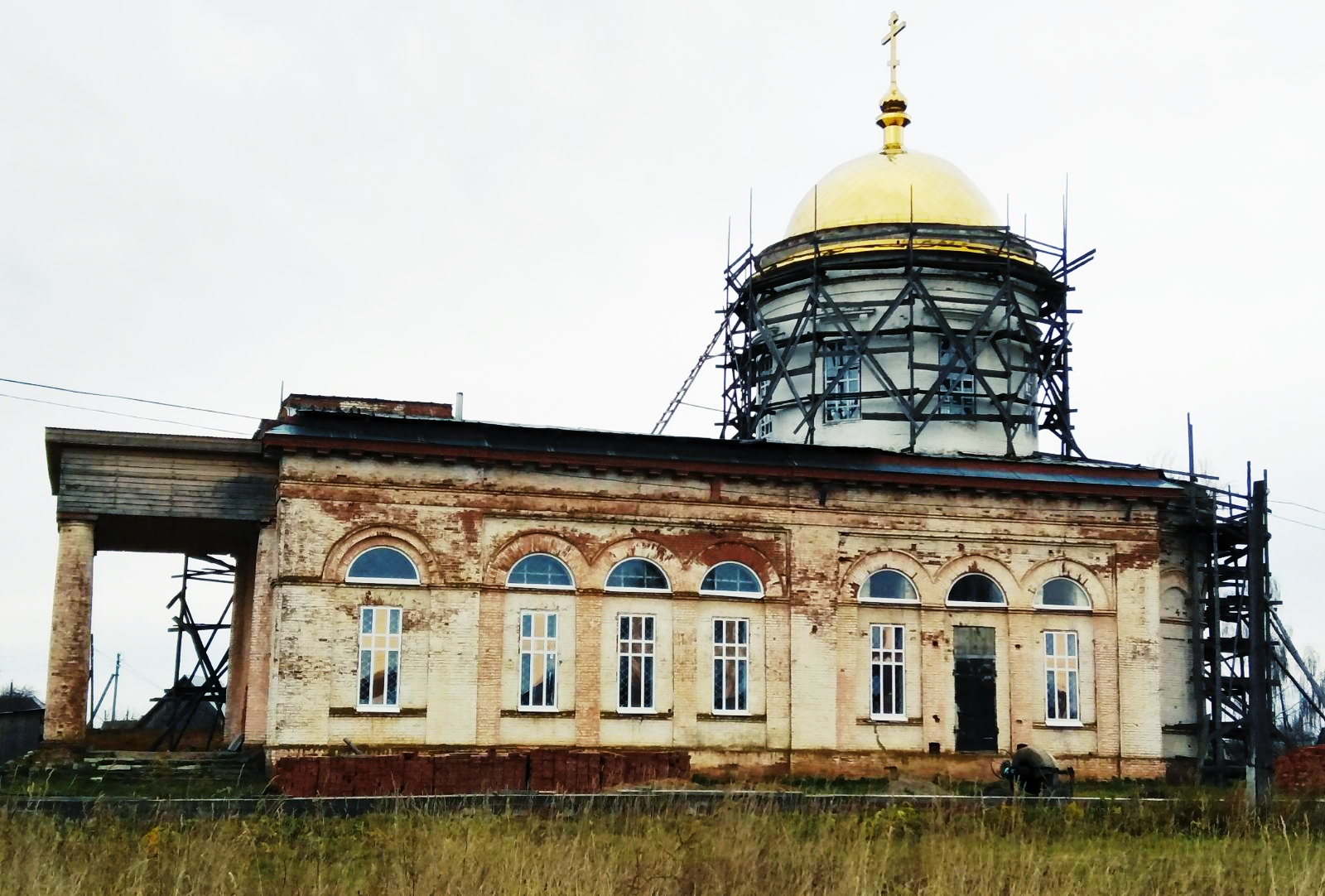
Церковь Святой Троицы в Дуброво

Дуброво — село в Еловском районе Пермского края России. Административный центр Дубровского сельского поселения.

## История
Дуброво начинает упоминаться с 1646 года. В письменных источниках того периода оно фигурирует как «село Троецкое, что на Дуброве», состоящее из 52 дворов, и являющееся владением Осинского мужского монастыря. Топоним восходит к слову «дуброва», которое в пермских говорах означает сухой участок, поросший смешанным лесом.
Со второй половины XVII века отмечалось массовое переселение жителей села на правый берег Камы, вызванное угрозой набегов со стороны башкир. Однако уже в первой половине XIX века выходцами из села на башкирских землях был основан ряд населённых пунктов: починок Суганский (ныне село Суганка), деревня Верхняя Барда, деревня Жуланова (ныне Жуланы) и др.
В «Списке населенных мест Российской империи» 1869 года населённый пункт упомянут как село Дубровское (Дуброва) Осинского уезда Пермской губернии, при речке Дубровке, расположенное в 75 верстах от уездного города Оса. В селе насчитывалось 260 дворов и проживало 1464 человека (704 мужчины и 760 женщин). Функционировали православная и единоверческая церкви, а также волостное правление, приходское училище и аптека.
К началу XX века Дуброво являлось значимым торговым центром уезда, знаменитым своими ярмарками и многочисленными торговыми заведениями. В 1926 году в селе был образован ТОЗ им. Ворошилова, который в 1930 году был преобразован в колхоз им. Тельмана.
Дуброво — родина Ивана Ефимовича Колегова (1896—1959), генерал-майора; Евгения Алексеевича Лушникова (род. 1915), д-ра геолого-минералогических наук, проф.

## География
Село находится в юго-западной части Пермского края, на левом берегу реки Кама, а также на берегах её притока реки Дубровка, на расстоянии примерно 21 км к западу-юго-западу от села Елово, административного центра района. Абсолютная высота — 102 метра над уровнем моря.

### Часовой пояс
Дуброво, как и весь Пермский край, находится в часовой зоне МСК+2. Смещение применяемого времени относительно UTC составляет +5:00.

## Население
| 2010 |
| ---- |
| 721  |

Национальный состав (2002): русские — 95 %.

## Инфраструктура
В селе функционируют средняя школа, врачебная амбулатория, дом культуры, библиотека и отделение Почты России.